# Cidaria fractistrigata
Cidaria fractistrigata là một loài bướm đêm trong họ Geometridae.